# Miss Mundo 2004
O 54º Concurso Miss Mundo aconteceu em Sanya, China em 6 de dezembro de 2004. Foram 107 delegações concorrendo e a vencedora foi a Miss Peru,María Julia Mantilla García. 